# De Havilland Dormouse
de Havilland DH.42 Dormouse  và 2 biến thể de Havilland Dingo I và II, là một loại máy bay tiêm kích trinh sát hai tầng cánh của Anh.

## Biến thể
DH.42 Dormouse
DH.42A Dingo I
DH.42B Dingo II

## Tính năng kỹ chiến thuật (Dormouse, Jaguar IV)
Dữ liệu lấy từ Jackson 1978, tr. 182
Đặc điểm tổng quát
- Kíp lái: 2
- Chiều dài: 28 ft 3 in (8.61 m)
- Sải cánh: 41 ft 0 in (12.50 m)
- Diện tích cánh: 389 ft2 (36.14 m2)
- Trọng lượng rỗng: 2.513 lb (1.140 kg)
- Trọng lượng có tải: 3.897 lb (1.768 kg)
- Động cơ: 1 × Armstrong Siddeley Jaguar IV, 420 hp (313 kW)

Hiệu suất bay
- Vận tốc cực đại: 128 mph (206 km/h)
- Trần bay: 15.700 ft (4.785 m)

Vũ khí trang bị
- 3× súng máy